# 예천중학교
예천중학교(醴泉中學校)는 대한민국 경상북도 예천군 예천읍 남본리에 있는 공립 중학교이다.

## 학교 연혁
- 1928년 4월 1일 : 예천공립 농업보습학교 설립 인가
- 1946년 9월 1일 : 예천공립 초급중학교로 교명 변경
- 1948년 8월 30일 : 예천공립 농업중학교 설립 인가
- 1951년 8월 20일 : 예천중학교로 교명 변경
- 1952년 3월 27일 : 예천중학교 제1회 졸업
- 1955년 8월 23일 : 예천농고와 교사 분리 완료
- 1994년 12월 7일 : 24개 교실 개축 준공 완료
- 1997년 12월 30일 : 대강당 신축
- 2001년 8월 25일 : 급식소 준공 완료
- 2002년 6월 7일 : 멀티미디어실·어학실 증축 준공 완료
- 2005년 11월 15일 : 도서관 '글빛나래' 준공
- 2009년 8월 3일 : 교과교실제 교육과정혁신 시범학교 선정
- 2012년 3월 1일 : 창의경영학교(사교육절감) 선정
- 2013년 3월 1일 : 자율학교 지정(선진형 교과교실제)
- 2020년 8월 30일 : 인조잔디 운동장 철거 후 친환경 운동장 조성
- 2022년 3월 1일 : 제24대 김지년 교장 취임
- 2023년 1월 5일 : 제72회 졸업식(41명) 졸업생 총수 12,399명
- 2023년 3월 2일 : 2023학년도 신입생 입학(28명)

## 참고 자료
- 예천중학교 - 한국교육학술정보원 학교알리미